# 风之洞
43°05′00″N 79°04′16″W / 43.083417°N 79.070991°W

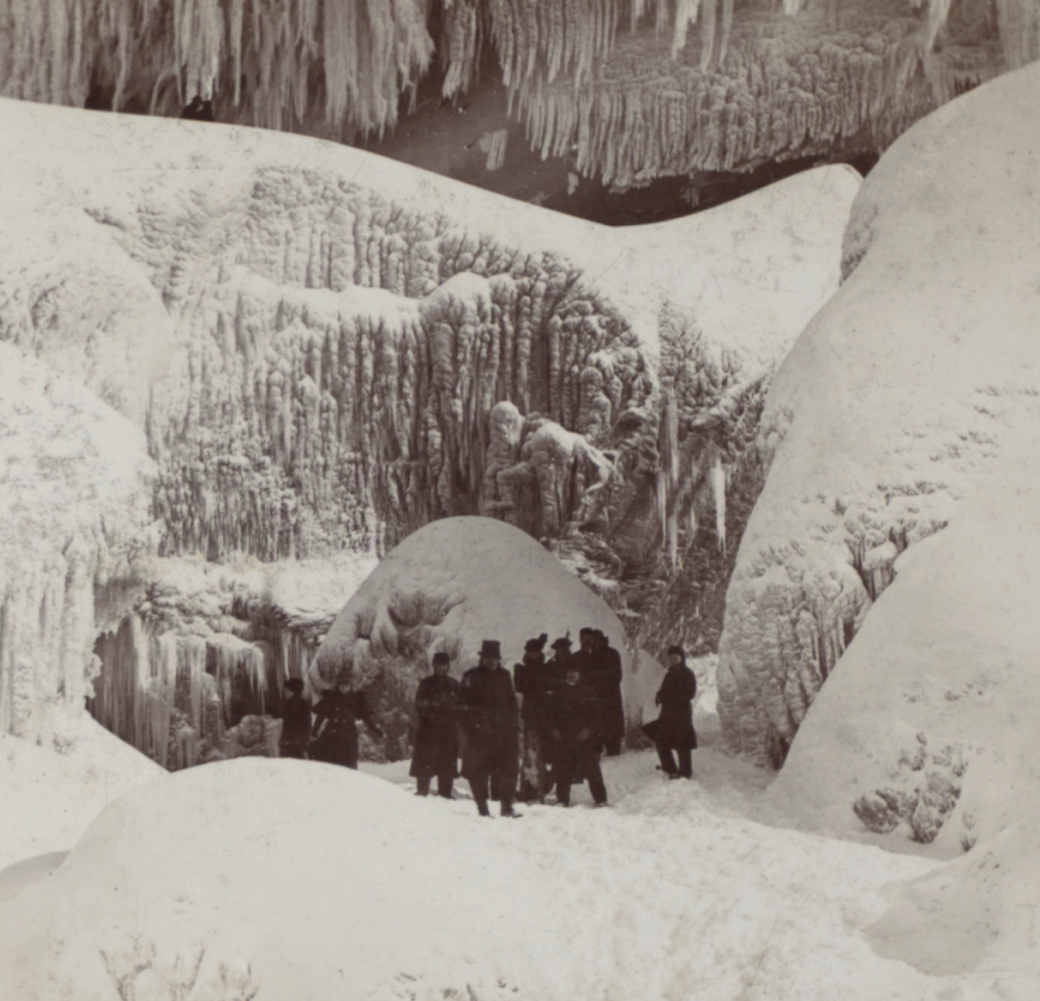
19世纪风之洞入口的照片

风之洞是尼亚加拉瀑布中新娘面纱瀑布后面的天然洞穴。洞穴高约130英尺（40），宽约100英尺（30），深约30英尺（9）。它于1834年被发现，最初被称为埃俄罗斯之洞，埃俄罗斯是希腊神话中的风神。
导游线路于1841年正式开始，穿过山羊岛，然后沿着接近瀑布的楼梯下去，进入山洞。1920年一次岩石崩塌导致该旅游线路被关闭。它于1924年正式重新开放，通过一系列平台和廊道，从后面将游客带到新娘面纱的前面。可以体验到类似热带风暴的情形，因为在瀑布下面风可以高达68英里每小時（109每小時）。1954年发生了岩石大崩塌，加上随后将危险的悬石炸毁，导致该洞穴被掩埋。

## 现代景点
今天，“风之洞”已成为该地点附近的旅游项目的名称。人们乘坐电梯，从位于美国瀑布和加拿大瀑布之间的区域，下到美国瀑布底下、尼亚加拉河的高度。一系列由红木搭建的平台和栈道，使观光者能够走到新娘面纱瀑布的底下，上面落下来的水可以溅到他们身上，以及从平台下面流过。 
由于冬天瀑布下结的冰可能会破坏这些平台，因此公园的工作人员会在每年秋天将平台拆除，并在春天重新安装，以使游客享受到这一体验。这些平台并没有通过螺栓或其它建筑材料固定在下面的岩石上，木梁的支架只需楔入岩石缝隙中即可。

## 图集

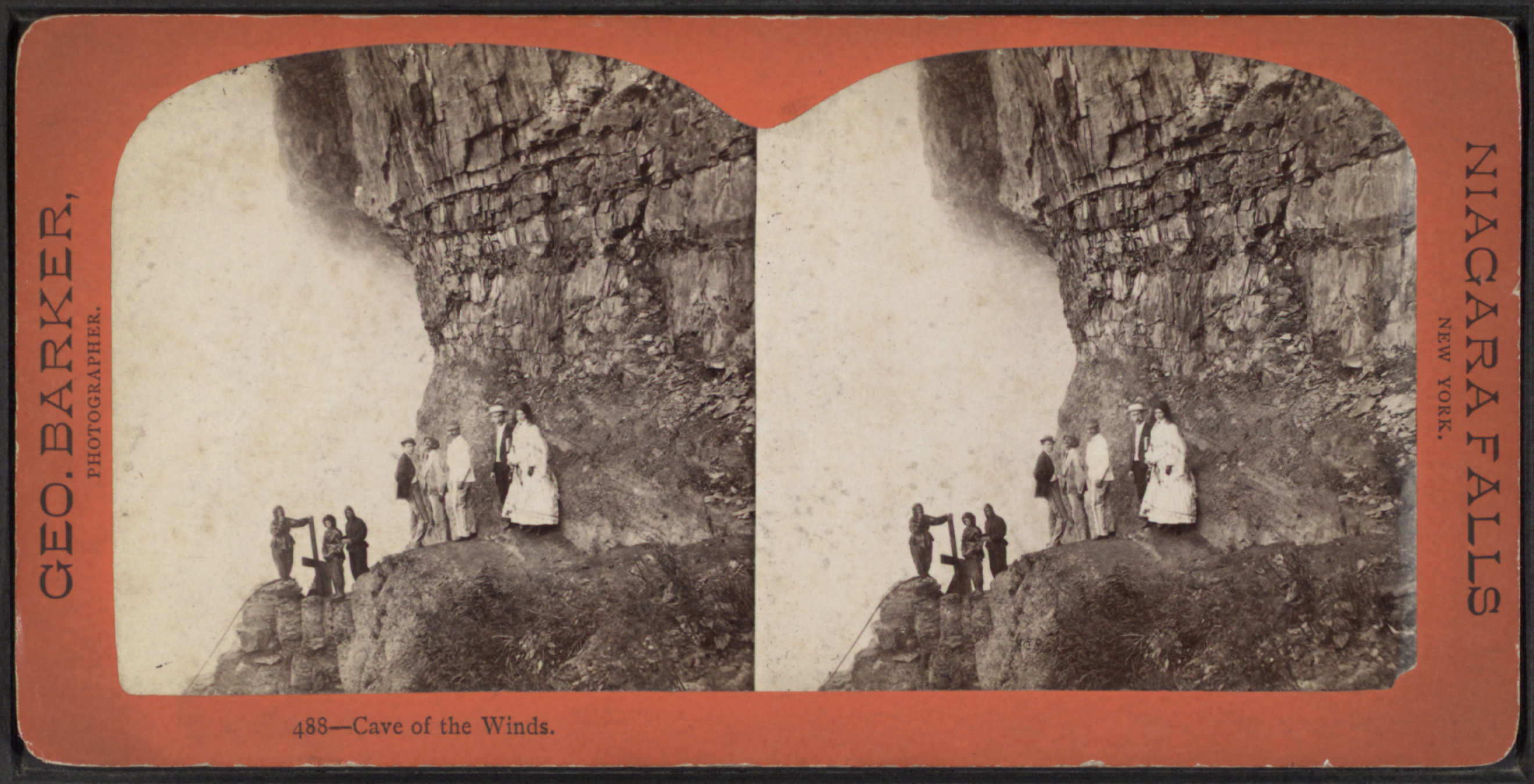
19世纪风之洞的立体影像
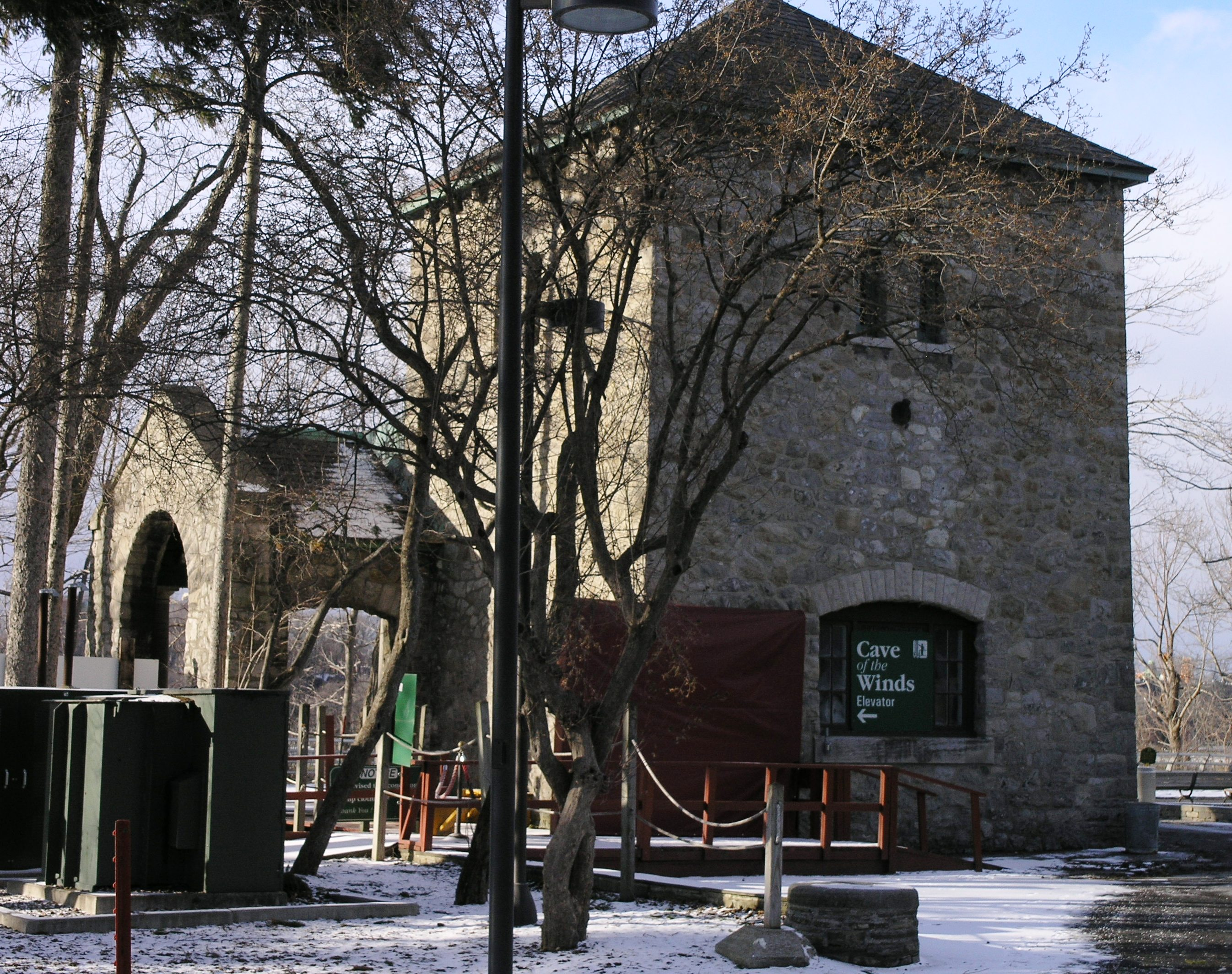
风之洞电梯建筑
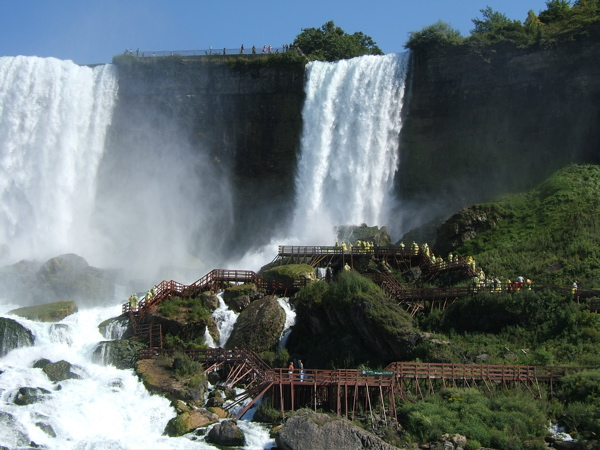
风之洞旅游项目
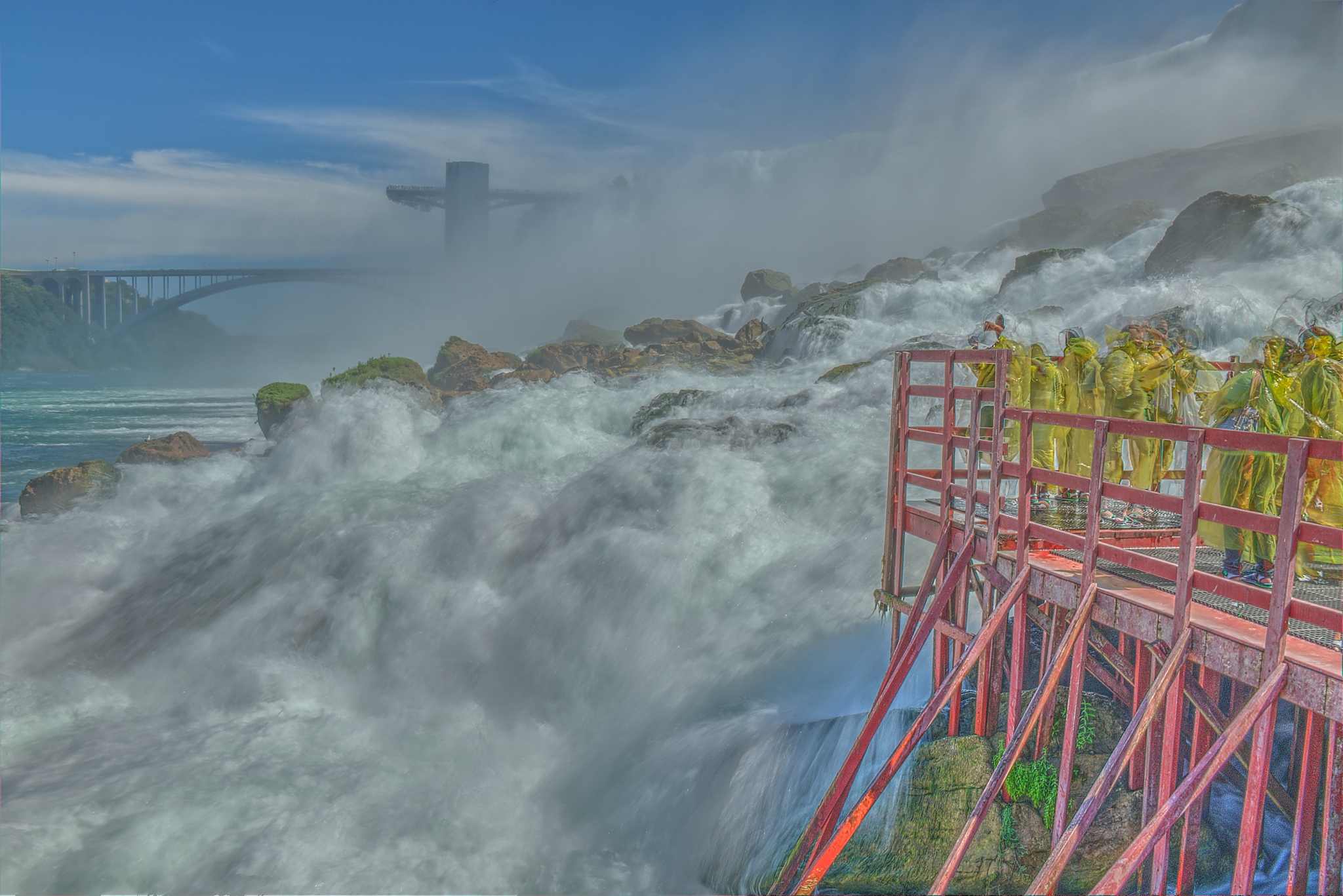
新娘面纱瀑布底下的红木平台
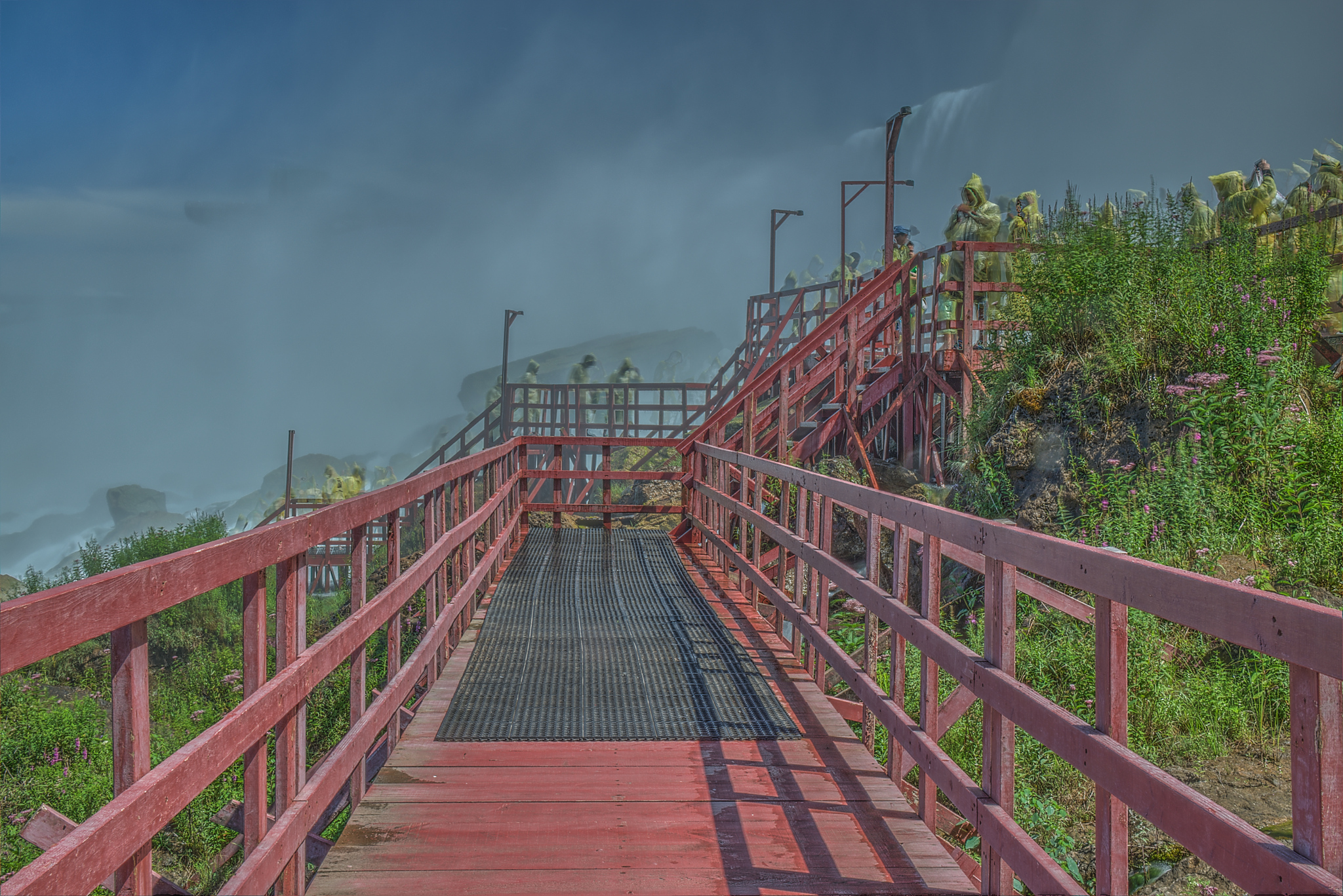
红木平台的细节